# John Maguire
Pas d'image ? Cliquez ici

a Compétitions nationales et continentales officielles uniquement.

John Maguire, né le 2 août 1958 à Canberra, est un joueur australien de rugby à XIII dans les années 1970, 1980 et 1990 évoluant au poste d'arrière ou de centre.
Touchant durant son enfance aux deux codes de rugby que sont le rugby à XV et le rugby à XIII, c'est dans le premier code qu'il commence sa carrière. Il est remarqué précocement par la fédération australienne de rugby à XV qui le nomme capitaine de sa sélection de jeunes. En club, il joue pour North Sydney et Drummoyne. En 1981, il choisit finalement de faire sa carrière en rugby à XIII et dispute la Newcastle Rugby League avec North Newcastle. En 1984, il dispute la City vs Country Origin avec la sélection Country aux côtés de Peter Sterling et Ray Brown.
En 1984, il intègre un programme de développement du rugby à XIII en Europe et durant une dizaine d'années écume les clubs français avec succès. Il remporte tout d'abord le Championnat de France de 2e division en 1985 avec Paris-Châtillon, puis domine le Championnat de France avec l'équipe du Le Pontet avec deux titres de Championnat de France en 1986 et 1988 et deux titres de Coupe de France en 1986 et 1988. Quand le club du Pontet se retire, il passe une saison au Toulouse olympique XIII puis réalise le doublé Championnat-Coupe de France avec le club de Saint-Gaudens en 1991, terminant son parcours à Carpentras avec une nouvelle finale de Coupe de France à la clé en 1992.

## Palmarès

### Collectif
- Vainqueur du Championnat de France : 1986 et 1988 (Le Pontet) et 1991 (Saint-Gaudens).
- Vainqueur de la Coupe de France : 1986, 1988 (Le Pontet) et 1991 (Saint-Gaudens).
- Vainqueur du Championnat de France de 2e division : 1985 (Paris-Châtillon).
- Finaliste du Championnat de France : 1985, 1987 et 1989 (Le Pontet).
- Finaliste de la Coupe de France : 1989 (Le Pontet) et 1992 (Carpentras).

### En club
| Saison    | Saison          | Championnat                          | Championnat | Championnat | Championnat | Championnat | Championnat | Championnat |
| Saison    | Saison          | Compétition                          | M           | Pts         | Ess.        | Buts        | Dp.         |             |
| --------- | --------------- | ------------------------------------ | ----------- | ----------- | ----------- | ----------- | ----------- | ----------- |
| 1984-1985 | Paris-Châtillon | Championnat de France de 2e division | ?           | -           | -           | -           | -           |             |
| 1985-1986 | Le Pontet       | Championnat de France                | ?           | -           | -           | -           | -           |             |
| 1986-1987 | Le Pontet       | Championnat de France                | ?           | -           | -           | -           | -           |             |
| 1987-1988 | Le Pontet       | Championnat de France                | ?           | -           | -           | -           | -           |             |
| 1988-1989 | Le Pontet       | Championnat de France                | ?           | -           | -           | -           | -           |             |
| 1989-1990 | Toulouse        | Championnat de France                | ?           | -           | -           | -           | -           |             |
| 1990-1991 | Saint-Gaudens   | Championnat de France                | ?           | -           | -           | -           | -           |             |
| 1991-1992 | Carpentras      | Championnat de France                | ?           | -           | -           | -           | -           |             |